# 대한민국 헌법 제4장 제2절
대한민국 헌법 제4장 제2절 행정부는 대한민국 헌법의 행정부에 관한 내용이다.

## 구성
- 제2절 행정부
  - 제1관 국무총리와 국무위원
    - 제86조 국무총리의 임명, 지위, 책무
    - 제87조 국무위원의 임명, 지원, 권한

  - 제2관 국무회의
    - 제88조 국무회의의 역할
    - 제89조 국무회의의 심의 항목
    - 제90조 국가원로자문회의
    - 제91조 국가안전보장회의
    - 제92조 민주평화통일자문회의
    - 제93조 국민경제자문회의

  - 제3관 행정각부
    - 제94조 행정각부의 장 임명
    - 제95조 행정각부의 역할
    - 제96조 행정각부의 설치, 조직과 직무범위

  - 제4관 감사원
    - 제97조 감사원의 역할
    - 제98조 감사원의 구성
    - 제99조 감사원의 임무
    - 제100조 감사원의 법적 지위

## 같이 보기
- 대한민국 헌법 제4장